# Great Eppleton
Great Eppleton är en by i civil parish Hetton, i distriktet Sunderland, i grevskapet Tyne and Wear i England. Byn är belägen 10 km från Sunderland. Great Eppleton var en civil parish 1866–1937 när blev den en del av Hetton. Civil parish hade 38 invånare år 1931.